# Онси-л-Либр
Онси-л-Либр (фр. Ancy-le-Libre) насеље је и општина у источном делу централне Француске у региону Бургоња, у департману Јон која припада префектури Авалон.
По подацима из 2011. године у општини је живело 184 становника, а густина насељености је износила 8,5 становника/km². Општина се простире на површини од 21,65 km². Налази се на средњој надморској висини од 163 метара (максималној 288 m, а минималној 155 m).

## Демографија
| 1962. | 1968. | 1975. | 1982. | 1990. | 1999. | 2011. |
| ----- | ----- | ----- | ----- | ----- | ----- | ----- |
| 227   | 231   | 195   | 187   | 198   | 175   | 184   |

График промене броја становника у току последњих година